# Adriano de Tiro
Adriano de Tiro (c. 113-193) (también escrito Hadriano) fue un sofista residente en Atenas, discípulo y sucesor de Herodes Ático, llegó a rivalizar con Elio Aristides. Más tarde enseñó Retórica en Roma y también fue secretario del emperador Cómodo.

## Obra
Más como orador, puede contársele como un excelente declamador, conforme a unos fragmentos que se han conservado de sus discursos. La enciclopedia bizantina Suda ofrece los títulos de sus obras, que son
1. Metamorfosis (Μεταμορφώσεις), en 7 libros
2. Sobre las formas de estilo, en 3 libros
3. cartas y discursos epidícticos
4. Fálaris
5. Consolación a Celer